# 中間正片
中間正片（Interpositive），英文簡稱IP，亦稱原版正片，是印自於經剪接的原攝影底片（簡稱OCN）的橙色基底電影底片，以正像記錄。底片的橙色基底提供了特別的色彩特性，以提供更準確的色彩重現。若中間正片基底是透明的，就如拷貝正片一樣。
從傳統攝影觀點來看，中間正片實質上是負片以正片方式處理。即原版負像曝光至底片上，以正片方式處理成為中間正片。
中間正片在校正拷貝（英文answer print）被核准後達成。經過重複的光學處理及色彩校正，以達成中間正片。一旦中間正片產生後，OCN就可以庫存起來。
中間正片以濕式印製在中間負片上（即中間正片浸過特別液體以修補微小損痕），作印製拷貝。
中間正片亦常作過帶（底片至錄像）工序。

## 另外詳見
- 中間片
- 中間負片
- 拷貝正片